# Félix José de Augusta
Pour les articles homonymes, voir Augusta.
Félix José de Augusta, né August Stephan Kathan, le 26 décembre 1860 à Augsbourg et mort le 16 novembre 1935 à Valdivia est un médecin, chirurgien, missionnaire capucin et linguiste d’origine juive allemande. Il est connu pour avoir étudié les coutumes des mapuches et surtout pour ses travaux relatifs à la langue mapudungun.

## Biographie

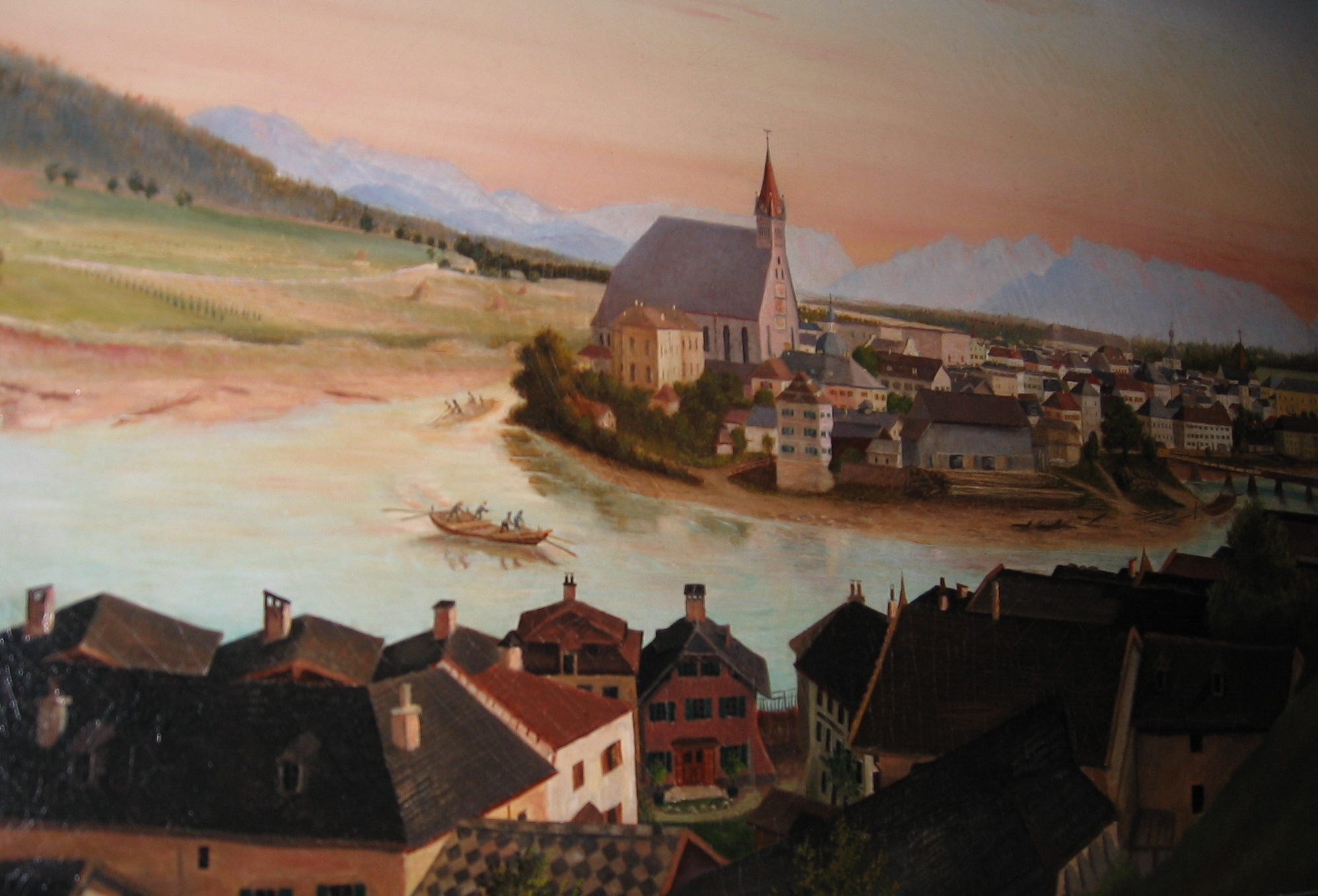
La ville de Laufen à la frontière entre Bavière et Autriche et son couvent des capucins où frère Felix Joseph von Augsburg a vécu de 1887 à 1895

Il est le quatrième fils d’un commerçant et libre penseur d’Augsbourg nommé Johan Michael Kathan. Baptisé catholique sous l’influence de la famille de sa mère, il étudie la médecine d’abord à Wurtzbourg, puis à l’université de Munich, où il obtient son diplôme de médecin et de chirurgien avec une thèse consacrée aux causes de la pneumonie (Über die Ursachen der Lungenentzündung). Il est ensuite employé quelque temps à l’hôpital d’Augsbourg.
Ayant découvert dès son adolescence sa vocation religieuse au service d’autrui, il entre au couvent des capucins de Laufen le 6 mars 1887, prononce ses vœux le 6 mai de l'année suivante et est ordonné prêtre le 2 août 1890.
Quelques années plus tard, il décide de prendre part à une expédition pour le Chili avec trois autres missionnaires bavarois, Anselme de Kamin, Thadée de Wiessent et Servule de Gottmannshofen. Les religieux atteignent la côte chilienne le 4 janvier 1896. Dès son arrivée en Araucanie, Félix José de Augusta se consacre à l’évangélisation et à l'éducation des mapuches au sein de plusieurs missions de son ordre. Il loue une petite maison isolée au bord d’un lac et commence à étudier la langue locale. Il se distingue aussi par son engagement dans la défense des droits des populations autochtones constamment victimes d’iniquités en raison de leur manque de maîtrise de la langue espagnole, ce qui aboutissait à de nombreux conflits et malentendus. C’est ainsi qu’il gagne la confiance et une sincère reconnaissance de la part des indigènes.